# Henry Martyn Field (författare)

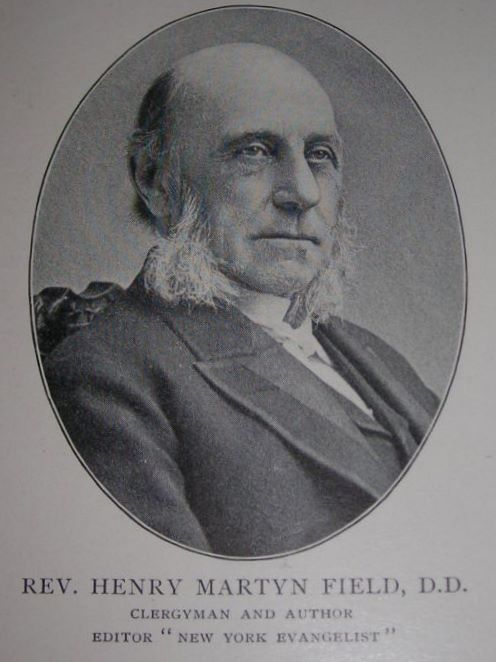
Henry Martyn Field.

Henry Martyn Field, född den 3 april 1822 i Stockbridge, Massachusetts, död den 26 januari 1907, var en amerikansk präst och författare. Han var son till David Dudley Field I samt bror till David, Stephen och Cyrus Field.
Field verkade som presbyteriansk pastor i Saint Louis 1842–47 och i West Springfield 1851–54 samt utgav sedan under många år den vitt spridda tidskriften "Evangelist" i New York. Han företog en mängd resor i skilda världsdelar samt skrev förutom sina många resebeskrivningar bland annat The irish confederate, a history of the rebellion of 1798 (1851), History of the atlantic telegraph (1866) och Faith or agnosticism?, en religiös polemik med Ingersoll (1888).